# Aconitum sichotense
Aconitum sichotense là một loài thực vật có hoa trong họ Mao lương. Loài này được Kom. mô tả khoa học đầu tiên năm 1931 publ. 1932.